# Conway, New Hampshire
Conway är en kommun (town) i Carroll County, New Hampshire, USA med 10 115 invånare (2010).

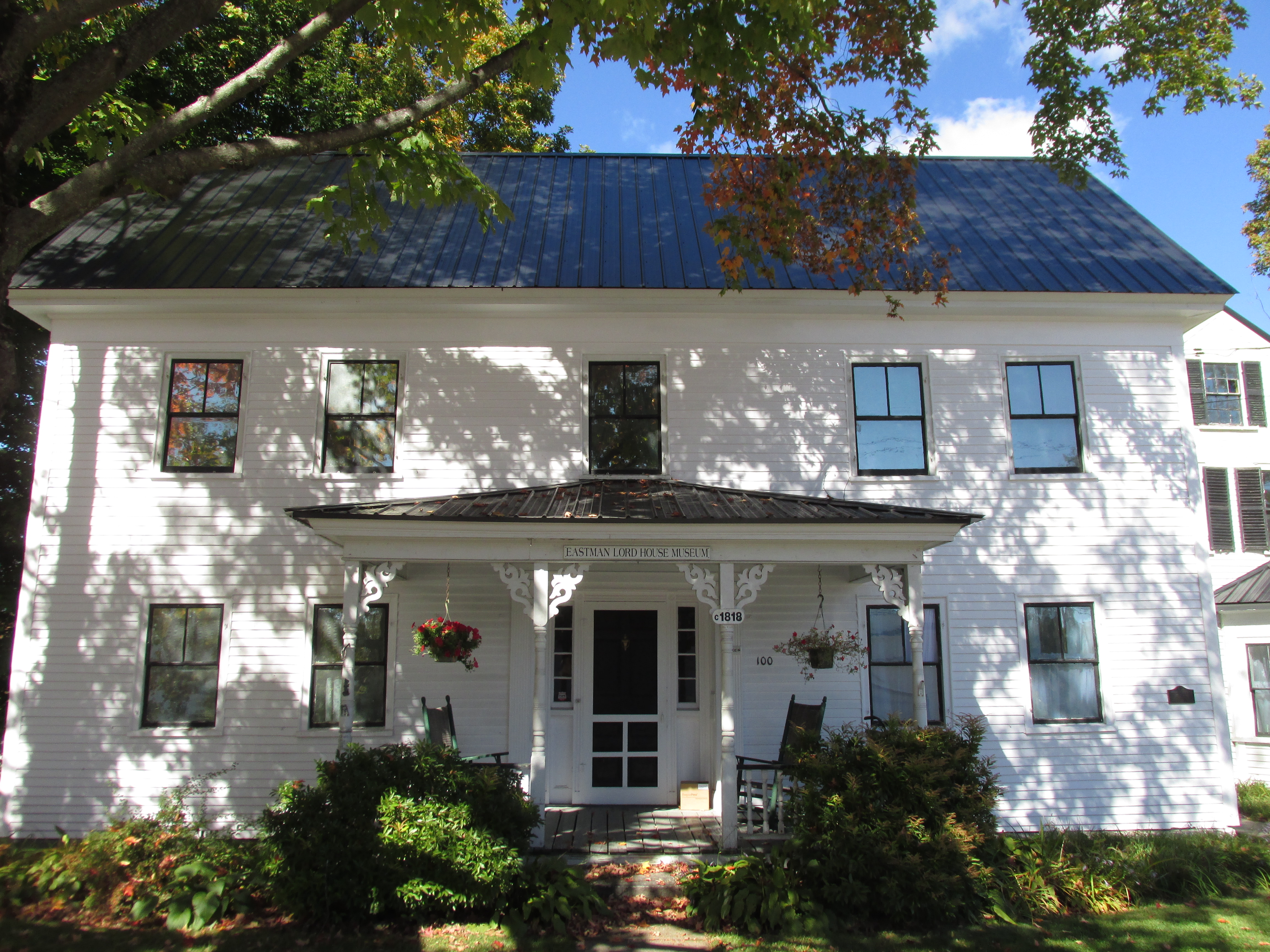